# Panamericansaurus
Panamericansaurus là một chi khủng long, được Calvo & Porfiri mô tả khoa học năm 2010.